# Vanth (Mond)
Vanth ist der erste bekannte Mond des Plutinos und Zwergplanetenkandidaten (90482) Orcus, der bahndynamisch als Plutino eingestuft wird. Nach aktuellem Wissensstand weist Vanth etwa die Hälfte des Durchmessers des Mutterasteroiden auf; daher kann dieses System auch als Doppelasteroidensystem verstanden werden.

## Entdeckung und Benennung
Vanth wurde von Mike Brown und Terry-Ann Suer auf Bildern des Hubble-Weltraumteleskops vom 13. November 2005 entdeckt. Vanth wurde bei 0,25 ± 0,1 Bogensekunden Abstand zu Orcus gefunden, mit einer Differenz der scheinbaren Helligkeit von 2,7 ± 1,0. Die Entdeckung wurde am 22. Februar 2007 bekanntgegeben; der Mond erhielt die vorläufige Bezeichnung S/2005 (90482) 1.
Am 23. März 2009 forderte Brown die Leser seiner wöchentlichen Kolumne auf, einen passenden Namen für den neuen Mond vorzuschlagen, um den besten davon am 5. April 2009 an die IAU zu übermitteln. Der Name Vanth wurde aus einer großen Palette von Vorschlägen ausgewählt. Vanth war der einzige Name, der vom Ursprung her rein etruskisch war. Es war der populärste Vorschlag, der als erstes von Sonya Taafe kam.
Am 7. April 2010 wurde der Mond von der Internationalen Astronomischen Union (IAU) dann offiziell nach dem Psychopompos Vanth, einer Dämonin in der etruskischen Mythologie benannt, die die Seelen der Verstorbenen in die Unterwelt begleitete. Manchmal trug sie Schriftrollen, auf denen die Taten der Verstorbenen verzeichnet waren. Vanth taucht auf Grabgemälden oder Sarkophagen auf, wo sie in der Regel mit großen Flügeln, weißen Kleidern und einer Fackel porträtiert wird. Sie tritt gelegentlich als jugendliche Begleitung von Charun auf, weswegen Vanth oft mit Charon assoziiert wird, so wie Orcus (Spitzname: „Anti-Pluto“, da die Bahnresonanz zu Neptun Orcus fast auf der gegenüberliegenden Seite der Sonne hält) Parallelen zu Pluto aufweist.
Seit seiner Entdeckung wurde Vanth durch verschiedene Teleskope wie das Spitzer- und das Hubble- sowie erdbasierte Teleskope beobachtet und dabei konnten seine Bahnelemente bestimmt werden. (Stand 4. März 2019)

## Bahneigenschaften

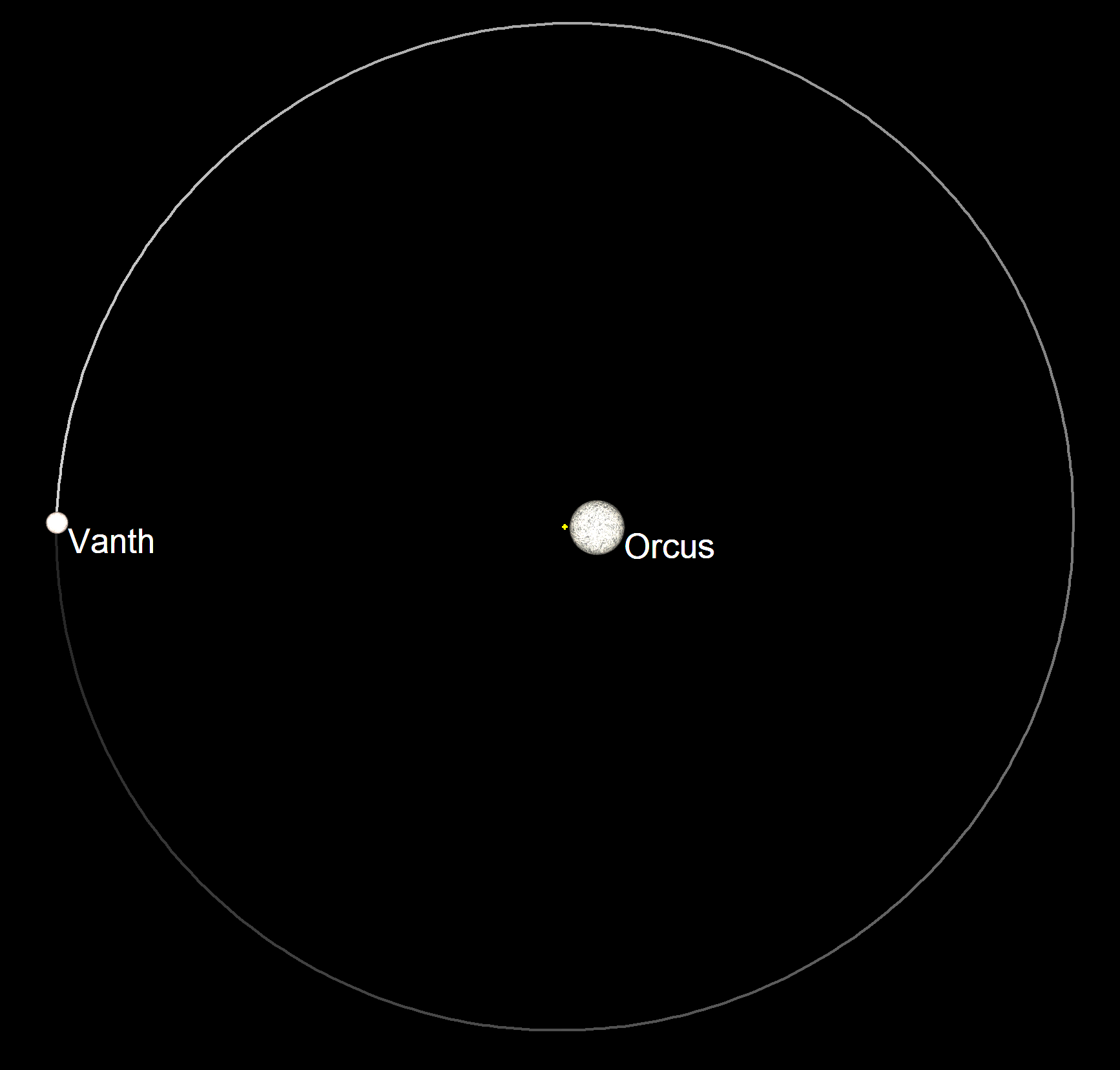
Orbitalsimulation von Orcus und Vanth.

Vanth umkreist Orcus auf einer beinahe perfekt kreisförmigen Umlaufbahn in 8999 Kilometer mittlerem Abstand zu dessen Zentrum (19,63 Orcusradien bzw. 40,67 Vanthradien). Die Bahnexzentrizität beträgt maximal 0,001, die Bahn ist 90,20° (andere Angaben: 73° oder 109°) gegenüber der Ekliptik geneigt.
Vanth umrundet den gemeinsamen Schwerpunkt mit Orcus in 9 Tagen, 12 Stunden und 56,4 Minuten, was 9421,5 Eigendrehungen („Tage“) in einem Orcus-Jahr (rund 246,06 Erdjahre) entspricht. In diesem Binärsystem dauert ein Monat – ausgehend von den derzeit wahrscheinlichsten Rotationsperioden von Orcus – dementsprechend 23,6 bis 24,0 Orcus-Tage. Brown nimmt an, dass Vanth wie die meisten Planetenmonde eine gebundene Rotation aufweist, Orcus also immer dieselbe Seite zeigt.
Es wird angenommen, dass der Mond wahrscheinlich ein eingefangenes Objekt des Kuipergürtels ist, da er den anderen „Kollisions-Monden“ nicht sehr ähnelt. Dabei wäre Vanth vom sogenannten Kozai-Effekt beeinflusst, was bedeutet, dass die Bahnneigung und Exzentrizität aneinander gekoppelt sind (Die Bahnneigung und die Periapsis nimmt ab, wenn sich die Exzentrizität erhöht, und umgekehrt). Da die fast kreisrunde Bahn jedoch eher dagegen spricht, ist eine Entstehung durch eine Kollision nicht auszuschließen.

## Größe und Masse
Zunächst ging man vom gleichen Rückstrahlvermögen und der gleichen Dichte wie der des Zentralkörpers aus und nahm einen Durchmesser von 262 km an, der etwa einem Viertel des Durchmessers von Orcus entspräche. Brown ging 2009 von einer Größe von 31 % des Hauptkörpers aus, woraus ein Durchmesser 280 km abgeleitet wurde. Beobachtungen einer Sternbedeckung im März 2017 ergaben jedoch einen Durchmesser von 442,5 km, was die Größe auf die Hälfte von Orcus erhöht und daher mit dem Größenverhältnis des Pluto-Charon-Systems vergleichbar ist. Daraus resultiert auch eine im Vergleich zum Hauptkörper wesentlich dunklere Albedo von etwa 9 %; das Rückstrahlvermögen von Orcus beträgt für ein transneptunisches Objekt dagegen ungewöhnlich hohe 23 %. Da Vanth im Gegensatz zu Orcus zudem eher rötlich gefärbt ist, ist es durchaus möglich, dass die Albedo um den Faktor zwei dunkler ist, was einem Durchmesser von sogar 640 Kilometern entspräche (mehr als der Hälfte des Durchmessers von Orcus).
Durch die Analyse der Umlaufbahn konnte die Masse des Systems Orcus-Vanth auf 6.41 ± 0.19 · 1020 kg bestimmt werden. Dabei hat der Mond Vanth selbst wohl etwas über 10 % der Gesamtmasse, womit eine Masse von 8.7 ± 0.8 · 1019 kg zustande kommt. Für Vanth eine mittlere Dichte von 1,5 g/cm3, ähnlich wie die von Orcus angenommen.
| Jahr                                         | Abmessungen km    | Quelle           |
| -------------------------------------------- | ----------------- | ---------------- |
| 2010                                         | 280,0             | Brown u. a.      |
| 2011                                         | 312,6             | Grundy u. a.     |
| 2011                                         | 267,0 ± 100,0     | Carry u. a.      |
| 2013                                         | 276,0 ± 17,0      | Fornasier u. a.  |
| 2014                                         | <225,0            | Thirouin u. a.   |
| 2017                                         | 370,0 +170,0−70,0 | Brown u. a.      |
| 2018                                         | 475,0 ± 75,0      | Brown u. a.      |
| 2018                                         | 442,5 ± 10,2      | Sickafoose u. a. |
| Die präziseste Bestimmung ist fett markiert. |                   |                  |

## Oberfläche

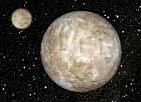
Fiktive Darstellung von Orcus und Vanth.

Der Mond ist zu nahe an Orcus, um die Zusammensetzung seiner Oberfläche mit erdgebundenen Teleskopen spektroskopisch ermitteln zu können. Bei Beobachtung durch das Hubble-Weltraumteleskop konnte immerhin die von Orcus abweichende rote Farbe festgestellt werden. Im infraroten Spektrum konnte im Gegensatz zu Orcus keine Absorptionen von Wassereis nachgewiesen werden.
Ausgehend von einem Durchmesser von 442,5 km ergibt sich eine Gesamtoberfläche von etwa 615.000 km2. Die scheinbare Helligkeit von Vanth beträgt 21,97 m, die mittlere Oberflächentemperatur wird anhand der Sonnenentfernung auf 44 K (−229 °C) geschätzt.